# Protobothrops kaulbacki
Protobothrops kaulbacki är en ormart som beskrevs av Smith 1940. Protobothrops kaulbacki ingår i släktet Protobothrops och familjen huggormar. Internationella naturvårdsunionen kategoriserar arten globalt som otillräckligt studerad. Inga underarter finns listade i Catalogue of Life.
Arten förekommer i södra Kina och i angränsande regioner av Myanmar. Den lever i bergstrakter mellan 1015 och 1066 meter över havet. Individerna hittades på bergsängar samt i områden med skog, buskar och gräs.